# Hành hương đến cây tuyết tùng ở Li-băng
Hành hương đến cây tuyết tùng ở Li-băng (tiếng Hungary: Zarándoklás a cédrusokhoz Libanonban) là một bức tranh của họa sĩ người Hungary Tivadar Csontváry Kosztka vẽ vào năm 1907.

## Miêu tả
Bức tranh Hành hương đến cây tuyết tùng ở Li-băng vẽ bằng chất liệu sơn dầu trên nền vải toan, kích thước 200 × 192 cm. Bức tranh hiện đang được lưu giữ tại Phòng trưng bày Quốc gia Hungary ở Budapest.
Đây là một trong những bức tranh mang tính biểu tượng nhất của hội họa Hungary. Sau 40 tuổi, Tivadar Costco Chontvari rời ngành dược và bắt đầu hoạt động nghệ thuật. Ông đi hàng nghìn cây số chỉ để tìm được niềm cảm hứng. Bức tranh vẽ đoàn người hành hương về hướng những cây tuyết tùng ở Lebanon là một trong những tác phẩm để đời của ông. Bức tranh mang đậm tính biểu tượng tôn giáo. Theo tín ngưỡng cổ xưa, cây tuyết tùng đóng một vai trò quan trọng trong thần thoại Hungary. Cây tuyết tùng là biểu tượng của sự màu mỡ, được coi là cây của sự sống và cây của tri thức.
Trong bức tranh của mình, Chontvari thể hiện quan điểm nghệ thuật của mình bằng hệ thống ký hiệu phức tạp và các chi tiết phong phú đa dạng.